# Campionato argentino di pallacanestro
Il campionato argentino di pallacanestro è l'insieme delle competizioni cestistiche organizzate dalla Confederación Argentina de Básquetbol. Il torneo maschile si tiene dagli anni sessanta, quello femminile dal 1987.
Nei campionati maschili, ogni squadra affronta tutte le altre compagini del raggruppamento di appartenenza due volte, una presso il proprio campo (partita in casa), una presso il campo avverso (partita in trasferta) con uno svolgimento che è detto girone all'italiana. Il campionato femminile, invece, si articola in cinque fasi, ognuna con un regolamento differente.

## Struttura

### Campionato maschile
- Campionati nazionali professionistici

1. Liga Nacional de Básquet
2. Torneo Nacional de Ascenso
- Campionati regionali non professionistici

3. Torneo Federal de Básquetbol

### Campionato femminile
- Campionato nazionale non professionistico

1. Liga Nacional de Basquet Femenino

## Campionato maschile
Il campionato maschile ha nella Liga Nacional de Básquet la sua massima espressione. Si tratta del torneo nazionale fondato nel 1985.

## Campionato femminile
Il torneo femminile è organizzato dalla Federación Femenina de Básquetbol de la República Argentina sotto la denominazione di Liga Nacional de Basquet Femenino. Il campionato si tiene sin dal 1987. Si articola in cinque fasi: locale, provinciale, regionale, regolare e finalissima. Le fasi sono organizzate dai comitati periferici fino alla fase regolare, o Fase D. Quest'ultima è a carattere nazionale e comprende otto squadre che si giocano l'accesso alla finale a quattro, denominata Finalísima.